# Ischyrus dunedinensis
Ischyrus dunedinensis är en skalbaggsart som beskrevs av Willis Blatchley 1917. Ischyrus dunedinensis ingår i släktet Ischyrus och familjen trädsvampbaggar. Inga underarter finns listade i Catalogue of Life.